# Lagardère Travel Retail
 (décembre 2016).
Si vous disposez d'ouvrages ou d'articles de référence ou si vous connaissez des sites web de qualité traitant du thème abordé ici, merci de compléter l'article en donnant les références utiles à sa vérifiabilité et en les liant à la section « Notes et références ».
Pour les articles homonymes, voir HDS et Lagardère.
Lagardère Travel Retail est une entreprise qui détient des magasins dans les gares et aéroports. 
Active dans de nombreux pays, elle détient les librairies Relay ainsi que des marques comme Aelia Duty Free, Discover, Hubiz, ou Tech2Go.
C'est une filiale du Groupe Lagardère. 

## Historique
En 1851, de retour d'un voyage en train à Londres où il est allé visiter l'Exposition universelle, Louis Hachette s'inspire du réseau de bibliothèques[Information douteuse] de gares existant en Angleterre et le duplique en France, avec un premier point de vente en 1852 dans la Gare de Lyon.
En 1897, Hachette et Cie fonde les « Messageries Hachette », qui contrôlent jusqu'en 1944, près de 80 % de la distribution des imprimés en France et qui dispose d'un important réseau à l'international. En 1947, ce réseau est restructuré entre, d'une part les NMPP (qui est en partie contrôlé par Hachette) et d'autre part, un service propre à Hachette SA.
En 1980, Hachette et ses filiales de distribution passent sous le contrôle de Matra dirigée par Jean-Luc Lagardère qui va créer Hachette Distribution Services (HDS).
En 2000, la société lance au niveau international « Relay » qui deviendra sa marque leader du commerce de détail au voyageur.
En 2001 « Hachette Distribution Services » rachète le groupe des librairies Furet du Nord et les magasins Virgin Megastore en France. L'ensemble de ces magasins sont cédés au fonds d'investissement français Butler Capital Partners en décembre 2007 hormis ceux de l'île de la Réunion.
En 2008, « Hachette Distribution Services » est rebaptisée « Lagardère Services ».
En 2015, « Lagardère Services », dont les activités étaient jusqu’alors le commerce de détail et la distribution de presse, devient « Lagardère Travel Retail » et se recentre sur le Travel Retail (commerce de détail en zones de transport).
En août 2015, « Lagardère Travel Retail » fait l’acquisition de Paradies (en), un opérateur de points de vente de détails en aéroports leader en Amérique du Nord. La combinaison des activités des deux entreprises permet de créer le troisième acteur du continent nord-américain.
En 2018, « Lagardère Travel Retail » fait l’acquisition de Hojeij Branded Foods (HBF) et de sa filiale Vino Volo créant ainsi le numéro trois sur le marché du Foodservice et du Travel Retail en Amérique du Nord.
En 2019, « Lagardère Travel Retail » fait l’acquisition de International Duty Free, l’opérateur historique belge, lui permettant de consolider sa position en tant que second opérateur mondial du Travel Retail et troisième opérateur en Duty Free et Mode en aéroports.
En octobre 2023, « Lagardère Travel Retail » annonce son arrivée au Bénin.

## Dirigeants
L’entreprise est dirigée depuis 2011 par Dag Inge Rasmussen.

## Données financières du groupe
En 2018, Lagardère Travel Retail opérait dans 35 pays et le chiffre d'affaires consolidé atteignait 3 673 millions d'euros et l'effectif permanent 18 308 employés. 

## Marques
- Relay
- Relais H
- Aelia Duty Free
- Buy Paris Duty Free
- The Fashion Gallery
- Trib's
- Hubiz
- Discover
- Inmedio
- So! Coffee
- Bread & Co
- Hello!
- Vino Volo
- The Fashion Place
- The Fashion Gallery
- Natoo
- Marks and Spencer[6]
- Paradies (en) (2015)
- Hojeij Branded Foods (HBF) (2018)
- Vino Volo (2018)
- International Duty Free (2019)
- Creative Table Holdings Ltd[7] (2022)
- Marché International AG[8] (2022)
- Tastes on the Fly [9]